# Линносвуо, Пентти
Пентти Тапио Аксели Линносвуо (фин. Pentti Tapio Akseli Linnosvuo; 17 марта 1933, Вааса — 13 июля 2010) — финский стрелок, чемпион и призёр летних Олимпийских игр.

## Биография
Участник пяти Олимпиад, дебютировал в 19-летнем возрасте на Играх в Хельсинки, заняв пятое место. На Олимпийских играх в Мельбурне (1956) стал четвёртым в скоростной стрельбе из пистолета по появляющимся мишеням, но затем выиграл «золото» в стрельбе из произвольного пистолета (556 очков), столько же очков набрал советский спортсмен Махмуд Умаров, занявший второе место.
В 1960 году на Олимпийских играх в Риме поднимается на серебряную ступень пьедестала почёта после завершения соревнований в стрельбе по силуэтам (587 очков). На своих четвёртых Играх в Токио (1964) выигрывает «золото» в стрельбе из скорострельного пистолета по силуэтам с олимпийским рекордом (592 очка). На своей заключительной Олимпиаде в 1968 году занял 11 место.
Спортсмен стал вторым в истории олимпийского стрелкового спорта за исключением Альфред Лейна (1912), сумевшим победить в скоростной стрельбе и стрельбе из произвольного пистолета.
Окончил Хельсинкский университет экономики, работал в бумажном бизнесе. Кроме того, работал тренером в Норвегии и в Федеративной Республике Германии.